# Ayumi of AYUMI〜30th Anniversary All Time Best
『Ayumi of AYUMI〜30th Anniversary All Time Best』（あゆみ・オブ・あゆみ・サーティース・アニバーサリー・オール・タイム・ベスト）は、中村あゆみ5枚目のベスト・アルバム。ワーナーミュージック・ジャパンから2014年9月3日発売。規格品番はWPZL-30811/2（初回限定盤）WPCL-11977(通常盤）。

## 概要
中村のデビュー30周年を記念したベスト・アルバム。デビュー曲「Midnight Kids」から1991年「HERO」までの主要シングル曲、2013年発売33枚目「風になれ～I have to be a lonely warrior,tonight～」、2014年新曲『SAMURAI見聞録』の全16曲を収録。1995年インディーズで制作・販売された24枚目シングル「風になれ」もボーナス・トラックとして収録。初回限定盤と通常盤の2形態で発売。初回限定盤には、1987年発売映像作品『HEART of DIAMONDS ～best video clips and unpublished live～』DVD化+ミュージック・ビデオ集収録DVDが同梱。

## 収録曲
1. Midnight Kids （1stシングル）
2. 翼の折れたエンジェル （3rdシングル）
3. A BOY （4thシングル）
4. 真夜中にラナウェイ （5thシングル）
5. ちょっとやそっとじゃCAN'T GET LOVE （6thシングル）
6. ONE HEART （7thシングル）
7. Rolling Age （8thシングル）
8. Still （9thシングル）
9. ともだち （12thシングル）
10. メインストリート （13thシングル）
11. It's All right （15thシングル）
12. BROTHER （16thシングル）
13. HERO （17thシングル）
14. 風になれ～I have to be a lonely warrior,tonight～ （33rdシングル）
15. SAMURAI見聞録 （新曲）
16. 風になれ （24thシングル）

## 初回限定盤DVD
1987年発売映像作品『HEART of DIAMONDS ～best video clips and unpublished live～』DVD化+ミュージック・ビデオ集。
- 本編、特典映像ともに（ライブ）以外は全てミュージック・ビデオ。

### 本編
1. Midnight Kids
2. 翼の折れたエンジェル
3. A BOY
4. 真夜中にラナウェイ
5. HAPPY 20th BIRTHDAY to Ayumi! （ライブ）
6. ちょっとやそっとじゃCAN'T GET LOVE
7. メドレー：街は毎日バースデイ・Crazy-clubの夜は更けて・Jail House Boy・ベイエリアの少年・ぼくのスノビズム・金曜日のバレリーナ （ライブ）
8. Drive All Night （ライブ）
9. ONE HEART
10. Rolling Age
11. Come Back （ライブ）
12. Still

### 特典映像
1. It's All right
2. BROTHER
3. HERO